# 1726 en santé et médecine
| Années de la santé et de la médecine : 1723 - 1724 - 1725 - 1726 - 1727 - 1728 - 1729    |
| Décennies de la santé et de la médecine : 1690 - 1700 - 1710 - 1720 - 1730 - 1740 - 1750 |

Cet article présente les faits marquants de l'année 1726 en santé et médecine.

## Événements
- Étienne-François Geoffroy (1672-1731) est élu doyen de la faculté de Paris.
- Création de la faculté de médecine de l'université d'Édimbourg.

## Publications
- The anatomy of the humane bones par Alexander Monro dit primus (1697-1767) : 245 éditions seront publiées entre 1726 et 2012 en 4 langues[1].

## Naissances
- 1er janvier : Jean-Denis Cochin (mort en 1783), curé de la paroisse Saint-Jacques-du-Haut-Pas, fondateur de l'hôpital qui porte son nom.
- 26 janvier : Augustin Roux (mort en 1776), médecin français, rédacteur en chef du « Journal de médecine »[2].
- 3 juin : James Hutton (mort en 1797), médecin et géologue écossais.
- 8 juillet : 
  - Paul Bosc d'Antic (mort en 1784), médecin et chimiste français.
  - John Berkenhout (mort en 1791), médecin, naturaliste et écrivain britannique.
- 6 octobre : Nicolas-Gabriel Le Clerc (mort en 1798), médecin des armées du roi de France, diplomate et historien.

Date à préciser
- J.D.T. de Bienville (mort en 1813) de son vrai nom Jean-Baptiste Louis de Thesacq, médecin français.
- Pierre-Innocent Guimonneau de la Forterie (mort en 1794), maître-chirurgien devenu potier dans ses vieux jours.
- Jean-Philippe de Limbourg (mort en 1811), médecin et chimiste belge.

## Décès
- 3 février : Alexis Littré (né en 1654), médecin anatomiste français.

Date à préciser
- Antonio Pacchioni (né en 1665), médecin anatomiste italien.